# Cigaritis divisa
Cigaritis divisa är en fjärilsart som beskrevs av Rothschild 1915. Cigaritis divisa ingår i släktet Cigaritis och familjen juvelvingar. Inga underarter finns listade i Catalogue of Life.